# Terza Era (gioco di ruolo)
Terza Era è la traduzione in italiano del francese Tiers Age, gioco di ruolo gratuito di ambientazione fantasy ispirato alle opere di J. R. R. Tolkien, in particolare a Il Signore degli Anelli.

## Descrizione
Il gioco, molto complesso e particolareggiato, descrive in maniera approfondita i personaggi e gli ambienti de Il Signore degli Anelli.
Il sistema di gioco prevede un sistema di creazione dei personaggi basato su Caratteristiche di tipo "descrittivo"; ad ogni differente grado di queste caratteristiche è associato un dado da tirare per le prove di abilità.
A differenza di altri giochi di ruolo fantasy, in Terza Era l'utilizzo della magia è maggiormente limitato ed, attenendosi all'opera di Tolkien, maggiormente soggetto a conseguenze dell'ambientazione. Mentre, per fare un esempio, in Dungeons & Dragons un mago può lanciare solamente gli incantesimi che ha scritto sul proprio libro degli incantesimi e che pertanto conosce, in Terza Era l'usufruitore di magia, ogni qual volta fa uso dei propri poteri, deve tirare un dado percentuale per accertarsi che il suo intervento non sia stato notato da Sauron e non comporti quindi l'invio dei suoi emissari. Questa aggiunta regolistica, molto fedele alla trama de Il Signore degli Anelli, contribuisce a rendere questo gioco di ruolo molto più difficile da gestire di altri, ma al contempo anche molto più "realistico".

## Creazione dei personaggi
In Terza Era, la creazione dei personaggi avviene in quattro fasi:
1. Scelta della razza e dell'estrazione culturale (ad esempio, elfo grigio o noldor)
2. Luogo di origine (ad esempio, coste marine, foreste o ambiente aristocratico)
3. Infanzia del personaggio (ad esempio, infanzia onirica o studiosa)
4. Vocazione (ad esempio, cacciatore, storiografo o cavaliere)

Ad ognuna di queste fasi corrisponde una tabella contenente delle abilità; per ogni fase, vanno distribuiti un certo numero di punti.

## Caratteristiche
- Possanza
- Grazia
- Consapevolezza
- Erudizione
- Poesia
- Nobiltà
- Presenza

I valori delle caratteristiche invece vengono scelte tra uno di questi tre profili:
- Equilibrato (una caratteristica mediocre, cinque accettabili, una buona)
- Caratterizzato (due caratteristiche mediocri, tre accettabili, due buone)
- Specializzato (una caratteristica scarsa, tre accettabili, una buona, una eccellente)

A seconda dei valori di caratteristica si tira un dado differente.